# Olympische Sommerspiele 2016/Teilnehmer (Madagaskar)
| Gelbes Symbol für Goldmedaillen mit stilisierten Olympischen Ringen | Graues Symbol für Silbermedaillen mit stilisierten Olympischen Ringen | Braundes Symbol für Bronzemedaillen mit stilisierten Olympischen Ringen |
| ------------------------------------------------------------------- | --------------------------------------------------------------------- | ----------------------------------------------------------------------- |
| —                                                                   | —                                                                     | —                                                                       |

Madagaskar nahm an den Olympischen Spielen 2016 in Rio de Janeiro teil. Es war die insgesamt zwölfte Teilnahme an Olympischen Sommerspielen. Das Comité Olympique Malgache nominierte sechs Athleten in vier Sportarten.
Fahnenträger bei der Eröffnungsfeier war die Judoka Asaramanitra Ratiarison.

## Teilnehmer nach Sportarten

### Gewichtheben
| Athleten             | Wettbewerb       | Reißen  | Reißen | Stoßen  | Stoßen | Zweikampf | Zweikampf | Rang |
| Athleten             | Wettbewerb       | Gewicht | Rang   | Gewicht | Rang   | Gewicht   | Rang      | Rang |
| -------------------- | ---------------- | ------- | ------ | ------- | ------ | --------- | --------- | ---- |
| Frauen               |                  |         |        |         |        |           |           |      |
| Elisa Ravololoniaina | Klasse bis 63 kg | 85 kg   | 11     | 100 kg  | 12     | 185 kg    | 12        | 12   |

### Judo
| Athleten                | Wettbewerb | 1. Runde          | 1. Runde    | 2. Runde      | 2. Runde      | Viertelfinale | Viertelfinale | Halbfinale / Trostrunde | Halbfinale / Trostrunde | Finale / Platz 3 | Finale / Platz 3 | Rang |
| Athleten                | Wettbewerb | Gegner            | Ergebnis    | Gegner        | Ergebnis      | Gegner        | Ergebnis      | Gegner                  | Ergebnis                | Gegner           | Ergebnis         | Rang |
| ----------------------- | ---------- | ----------------- | ----------- | ------------- | ------------- | ------------- | ------------- | ----------------------- | ----------------------- | ---------------- | ---------------- | ---- |
| Frauen                  |            |                   |             |               |               |               |               |                         |                         |                  |                  |      |
| Asaramanitra Ratiarison | bis 48 kg  | D. Mestre Álvarez | 000s3:000s1 | ausgeschieden | ausgeschieden | ausgeschieden | ausgeschieden | ausgeschieden           | ausgeschieden           | ausgeschieden    | ausgeschieden    | 17   |

### Leichtathletik
Laufen und Gehen 
| Athleten            | Wettbewerb       | Runde 1         | Runde 1         | Halbfinale      | Halbfinale      | Finale          | Finale          | Rang            |
| Athleten            | Wettbewerb       | Zeit            | Rang            | Zeit            | Rang            | Zeit            | Rang            | Rang            |
| ------------------- | ---------------- | --------------- | --------------- | --------------- | --------------- | --------------- | --------------- | --------------- |
| Frauen              |                  |                 |                 |                 |                 |                 |                 |                 |
| Eliane Saholinirina | 3000 m Hindernis | 9:45,92 min     | 35              | –               | –               | ausgeschieden   | ausgeschieden   | 35              |
| Männer              |                  |                 |                 |                 |                 |                 |                 |                 |
| Ali Kame            | 110 m Hürden     | nicht gestartet | nicht gestartet | nicht gestartet | nicht gestartet | nicht gestartet | nicht gestartet | nicht gestartet |

### Schwimmen
| Athleten                | Wettbewerb          | Vorlauf     | Vorlauf | Halbfinale    | Halbfinale    | Finale        | Finale        | Rang |
| Athleten                | Wettbewerb          | Zeit        | Rang    | Zeit          | Rang          | Zeit          | Rang          | Rang |
| ----------------------- | ------------------- | ----------- | ------- | ------------- | ------------- | ------------- | ------------- | ---- |
| Frauen                  |                     |             |         |               |               |               |               |      |
| Estellah Fils Rabetsara | 100 m Freistil      | 1:01,11 min | 44      | ausgeschieden | ausgeschieden | ausgeschieden | ausgeschieden | 44   |
| Männer                  |                     |             |         |               |               |               |               |      |
| Ralefy Anthonny Sitraka | 100 m Schmetterling | 54,72 s     | 37      | ausgeschieden | ausgeschieden | ausgeschieden | ausgeschieden | 37   |